# Замбези (град)
Вижте пояснителната страница за други значения на Замбези.
Замбези (на английски: Zambezi) е град в Северозападна Замбия. Намира се в Северозападната провинция на левия бряг на река Замбези на надморска височина около 1050 m. В района около град Замбези има залежи на варовик и доброкачествен мрамор. Населението му е 10 299 жители (по данни за 2010 г.).